# Mistrzostwa świata komputerów w szachach
Mistrzostwa świata komputerów w szachach – rozgrywki mające na celu wyłonienie najlepszego szachowego programu (tzw. silnika [ang.] engine) komputerowego. Organizowane są przez międzynarodową federację International Computer Games Association. Pierwsze zawody rozegrano w 1974 r. w Sztokholmie.
W 2011 r. Międzynarodowa Federacja Gier Komputerowych (ang. International Computer Games Association – ICGA) przeprowadziła śledztwo, w którym zakwestionowano oryginalność oprogramowania programu Rybka (które miałoby być wzorowane na programach Crafty i Fruit), w wyniku czego programowi odebrano 4 tytuły mistrzowskie zdobyte w latach 2007–2010 (jak również inne tytuły), a autora – Vasika Rajlicha – zdyskwalifikowano dożywotnio od uczestnictwa w mistrzostwach świata programów komputerowych oraz jakichkolwiek zawodów organizowanych przez ICGA.

## Lista zwycięzców
| Lp | Rok  | Miasto     | Program (silnik)              |
| -- | ---- | ---------- | ----------------------------- |
| 1  | 1974 | Sztokholm  | Kaissa                        |
| 2  | 1977 | Toronto    | Chess 4.6                     |
| 3  | 1980 | Linz       | Belle                         |
| 4  | 1983 | Nowy Jork  | Cray Blitz                    |
| 5  | 1986 | Kolonia    | Cray Blitz                    |
| 6  | 1989 | Edmonton   | Deep Thought                  |
| 7  | 1992 | Madryt     | ChessMachine (Gideon)         |
| 8  | 1995 | Hongkong   | Fritz                         |
| 9  | 1999 | Paderborn  | Shredder                      |
| 10 | 2002 | Maastricht | Deep Junior                   |
| 11 | 2003 | Graz       | Shredder                      |
| 12 | 2004 | Ramat Gan  | Deep Junior                   |
| 13 | 2005 | Reykjavík  | Zappa                         |
| 14 | 2006 | Turyn      | Junior                        |
| 15 | 2007 | Amsterdam  | Rybka Zappa                   |
| 16 | 2008 | Pekin      | Rybka Hiarcs                  |
| 17 | 2009 | Pampeluna  | Rybka Junior, Shredder, Sjeng |
| 18 | 2010 | Kanazawa   | Rybka Rondo, Thinker          |
| 19 | 2011 | Tilburg    | Junior                        |
| 20 | 2013 | Yokohama   | Junior                        |
| 21 | 2015 | Lejda      | Jonny                         |
| 22 | 2016 | Lejda      | Komodo                        |
| 23 | 2017 | Lejda      | Komodo                        |
| 24 | 2018 | Sztokholm  | Komodo                        |
| 25 | 2019 | Makau      | Komodo                        |
| 26 | 2022 | Wiedeń     | Komodo Dragon                 |
| 27 | 2023 | Walencja   | Stoofvlees                    |